# Jan Svoboda (fotograf)
Jan Svoboda (27. července 1934 Bohuňovice – 1. ledna 1990 Praha) byl český fotograf.

## Život a dílo
Po nedokončených studiích modelérství porcelánu (1949–1950) ve Staré Roli u Karlových Varů studoval Vyšší školu uměleckého průmyslu v Praze (1950–1954), od roku 1952 specializovaný obor scénické výtvarnictví (prof. Richard Lander). Fotografoval především zátiší, v počátcích tvorby také krajinu a akty. Pracoval jako reklamní grafik, průmyslový návrhář a fotograf. V letech 1963–1964 byl členem skupiny výtvarných umělců Máj. Byl také kongeniálním dokumentátorem díla řady výjimečných českých umělců (Aleš Veselý, Stanislav Kolíbal, Zdeněk Palcr, Václav Cigler a další).
V raném díle byl silně inspirován Josefem Sudkem (jeho vliv shrnula v roce 1983 společná výstava obou v Roudnici nad Labem). V letech 1971–1983 byl zaměstnán jako fotograf v Uměleckoprůmyslovém muzeu v Praze. Za vrcholné shrnutí jeho díla je považována výstavá v brněnském Domě pánů z Kunštátu v roce 1975, v průběhu 80. let se Svoboda propadal do tvůrčích depresí, které vyústily v jeho předčasný skon.
Námětem jeho fotografií jsou běžné předměty, často opakovaně tytéž (např. cyklus Stůl), které využíval pro vyjádření nálad vytvářených různými šedými odstíny, inspirované Cézannovou teorií barevného valéru. Charakteristickým rysem jeho fotografií jsou velké rozměry zvětšenin adjustované na tvrdých kartonech přímo na zeď bez rámu, až obsesivní důraz na kompozici a iluzivní ztvárnění prostoru.
Jan Svoboda představuje významnou osobnost českého výtvarného umění, který se pokusil redefinovat jazyk fotografie ve vztahu k malířství a sochařství. Od konce padesátých let se přes existenciálně pojatá zátiší propracoval až k otázkám po pravidlech a hranicích fotografického obrazu, jeho kompozice, tonality i fyzické podstaty. Od konce šedesátých let pak jeho tvorba vrcholí filosoficky sebereflexivními obrazy, často přímo citujícími a zobrazujícími vlastní tvorbu, které ho řadí mezi světové průkopníky fotografické apropriace.

## Samostatné výstavy
- 1968	Jan Svoboda: Fotografie, Galerie na Karlově náměstí, Praha (katalog Anna Fárová)
- 1968	Jan Svoboda: Fotografie, Kabinet Jaromíra Funka, Brno (týž katalog)
- 1969	Jan Svoboda: Fotografie, Galerie výtvarného umění, Ostrov nad Ohří (týž katalog)
- 1969	Jan Svoboda: Fotografie, Šímova síň, Benešov (katalog Anna Fárová a Zdeněk Palán)
- 1970	Jan Svoboda: Fotografie, Kabinet grafiky, Oblastní galerie, Olomouc (katalog Jaromír Zemina)
- 1971	Jan Svoboda, Kino Družba, Brno (katalog Jaromír Zemina)
- 1975	Jan Svoboda, Dům pánů z Kunštátu, Brno (katalog Antonín Dufek, úprava Anna Svobodová, instalace Milan Pitlach)
- 1977	výstava v bytě Františka Provazníka, Praha (úvodní slovo Jiří Poláček)
- 1978	Portret rzeźbiarza: Jan Svoboda w pracowni Zdenka Palcra, Wrocławska galeria fotografii, Wrocław (katalog Jaromír Zemina)
- 1979	Jan Svoboda, 13 fotografische Bilder, Galerie Print, Worpswede (katalog K. H. Lambers a Antonín Dufek)
- 1979	výstava v bytě Petra Rezka, Praha
- 1980	Fotograf w pracowni rzeźbiarza, Łódzkie Towarzystwo Fotograficzne, Salon Fotografiki, Łódź (katalog Lech Lechowicz a Vladimíra Pštrossová)
- 1982	The Photographer’s Gallery, London (katalog Antonín Dufek)
- 1982	Museum of Modern Art, Oxford (týž katalog)
- 1983	Komparace I. Fotografie Josefa Sudka a Jana Svobody, Galerie výtvarného umění v Roudnici nad Labem (katalog Zdeněk Kirschner)
- 1986	Jan Svoboda: Są wspomnienia wspomnień, Galerie Foto–Medium–Art, Wrocław
- 1986	Jan Svoboda: Fotografie, Malá galerie Československé státní spořitelny, Kladno
- 1987	Výstavní síň Fotochema, Praha
- 1992	Galerie in der Brotfabrik, Berlin
- 1994	O světle. Václav Boštík: Kresby, Jiří Seifert: Sochy, Jan Svoboda: Fotografie, Galerie U Bílého jednorožce, Klatovy (katalog Jaromír Zemina)
- 1994	Jan Svoboda: Fotografie/Photographs, Pražákův palác, Moravská galerie v Brně
- 1995	Jan Svoboda: Fotografie/Photographs, Uměleckoprůmyslové museum, Praha
- 2000 	České centrum fotografie, Praha
- 2004 	Jan Svoboda – rané dílo 1963–1968, Mesiac fotografie, Výstavná sieň Slovenského plynárenského priemyslu, Bratislava
- 2006	Jan Svoboda: Z pozůstalosti, Ateliér Josefa Sudka, Praha (leták Pavel Vančát)
- 2006	Stanislav Kolíbal und Jan Svoboda, Galerie Storms, München
- 2006	L’ombre de Jan Svoboda, Centre de photographie, Lectoure
- 2006	La Galerie de La Filature, Mulhouse
- 2011	Jan Svoboda (1934–1990), Ateliér Josefa Sudka, Praha (leták Josef Moucha)
- 2012	Jan Svoboda: Polovina VII, 1970. Galerie výtvarného umění v Chebu (leták Pavel Vančát)
- 2015	Jan Svoboda: Nejsem fotograf. Moravská galerie v Brně
- 2020	Jan Svoboda: Against the Light, The Photographer’s Gallery, London (kurátoři Pavel Vančát a Clare Grafik)
- 2021	Svoboda – Kolíbal / Křehká stabilita, Fotografická galerie Fiducia, Ostrava[1]

## Zastoupení ve sbírkách (výběr)
- Moravská galerie v Brně
- Muzeum umění a designu Benešov
- Uměleckoprůmyslové museum v Praze